# Юрово (Грязовецький район)
Юро́во (рос. Юрово) — присілок у складі Грязовецького району Вологодської області, Росія. Адміністративний центр Юровського сільського поселення.

## Населення
Населення — 760 осіб (2010; 762 у 2002).
Національний склад (станом на 2002 рік):
- росіяни — 98 %